# 사회 이해: 영국 가구 종단연구
사회 이해: 영국 가구 종단연구(Understanding Society,UKHLS)는 사회 및 경제 연구에 활용되는 세계 최대 규모의 종단 연구 중 하나이다. 영국 내 4만 개 가구, 약 10만 명을 표본으로 조사를 진행한다.

## 연구 구조
2009년 1월부터 현장 조사를 실시하였으며, 조사 대상자들이 겪은 가정 내 변화 또는 새로운 가족 구성 등의 사건에 중점을 두고 매년 면접을 통하여 자료를 수집한다. 조사 기간은 24개월로 정해졌지만 대상자 면담은 매년 계속 진행되며, 이를 통해 연속적인 연구 자료를 수집한다. 면접 방식은 인터넷 설문조사를 활용한 지시적 면접법과 대면 면접 방식 등을 활용한다.
영국 정부 부처와 영국 학술원의 협력체인 영국경제사회연구협의회가 이 연구를 지원하며, 실제적인 조사활동은 에식스 대학교에 있는 사회경제연구소(Institute for Social and Economic Research, ISER)가 진행한다.
이 연구는 종단 연구의 하나이므로, 동일한 조사 대상자로부터 일정한 시간 간격을 두고 비슷한 정보를 취합해 시간에 따른 대상자의 삶과 가치관 등의 변화를 관찰하는 조사 방식을 취한다. 이를 통해 지속적인 빈곤, 장기 실업, 결혼 및 동거 관계의 지속 기간 등의 현상을 들여다 보고, 지역 및 국가, 국제적 차원의 인구 변화 추이를 심층적으로 분석하는 자원으로 활용한다. 덧붙여 특정 직업에 종사하는 노동자들의 건강 및 복지, 경제적 환경과 사적 인간관계 등을 관찰하여 직업 측면에서 일어나는 장기적인 변화를 이해하는 데에 도움을 준다.
2010년부터 진행된 2차 연구부터는 에식스 대학교 사회경제연구소가 1991년부터 진행한 영국 가구 종단조사를 포함하게 되었다.
사회 이해 연구는 영국의 인구학적 연구를 질적으로 향상시키는 다음과 같은 특성을 지니고 있다.
- 전 연령을 대상으로 하는 연구: 10-15세 조사 대상자에 초점을 둔 '아동 대상 조사', 16세 이상의 대상자에 초점을 둔 '성인 대상 조사'를 실시하여, 전 세대의 경험을 연구에 반영한다.
- 지속적인 자료 수집: 매년 조사 대상자와의 면접을 실시하여 자료를 갱신한다. 따라서 대상자에게 일어나는 단기적 변화와 장기적 변화를 모두 관찰할 수 있다.
- 지방 및 전국 조사 실시: 잉글랜드, 스코틀랜드, 아일랜드, 웨일스의 모든 지역을 대상으로 조사를 실시하며, 각 지역의 특색과 정책적 차이가 일으키는 영향 등을 평가한다.
- 조사 주제의 다양성: 행동적 요인과 사회경제적 요인 등 다양한 요인을 분석하여, 관련 연구 및 정책 결정에 유용한 자료를 제공한다.
- 소수 민족 집중 조사 실시: 영국 사회에서 비주류로 간주되는 비백인 및 소수민족 출신자들의 경험을 연구에 명확히 반영하기 위해 그를 목적으로 하는 별도의 표본을 선정해 자료를 수집한다.
- 조사 대상자의 생물학적 특성 및 유전적 정보 포함: 전문 인력을 활용해 조사 대상자의 건강 관련 정보를 수집하고, 개인이 처한 사회경제적 환경과 건강 상태 사이의 연관성을 분석한다. 또한 대상자의 동의 하에 행정적 자료와 연계하여 가구별 특성을 면밀하게 관찰한다.
- 연구 개선을 목적으로 하는 특별 조사 실시: 본 조사를 실시하기 전 해에 기존 연구 방식의 문제점을 진단하기 위해 약 1,500 가구를 표본으로 하여 특별 조사를 실시한다. 이를 바탕으로 설문 문항을 개선하고, 응답률을 향상하기 위한 방안을 모색하며, 조사 방식이 조사 결과에 미치는 불필요한 영향력을 감소시키는 노력을 기울인다.

덧붙여 조사 및 연구방법을 개선하기 위한 별도의 표본선정 및 조사를 실시하는데, 이를 혁신 패널 조사라고 한다. 주요 조사가 진행 되기 전 해에 미리 실시하며, 기존의 조사 및 연구 방식의 문제점을 진단하여 문항을 개선하고, 응답률을 향상시키며, 조사 방법이 결과에 미치는 불필요한 영향력을 줄이기 위한 방안을 모색한다. 이는 약 1,500가구를 표본으로 하여 실시한다.

## 현재까지 취합된 자료
- 주요 조사결과 (1-8차)[3]
- 연구 개선을 위한 표본조사 결과 (1-11차)[4]

관련 자료는 영국 데이터 서비스에서 직접 볼 수 있다.

## 주요 연구 주제
사회, 경제, 건강 및 가치관의 변화 등 광범위한 주제를 다룬다. 조사 문항은 다음의 내용을 포함한다.
- 소득 및 재산, 저축 상황
- 재정 상태 및 지출 현황
- 보건 및 복지
- 교육, 노동, 훈련
- 가족 및 파트너십
- 출신지, 국적 및 민족정체성
- 자녀 등 가족 돌봄 책무
- 교통수단
- 환경 행동
- 정치 및 사회와 관련된 가치관
- 삶의 만족도, 공동체 활동 및 여가 생활

추가적인 주제는 장기 조사 주제 계획에서 확인할 수 있다.

## 연구 자료의 활용
이 연구를 활용하여 영국 인구 변화에 영향을 주는 사회·경제·보건 요인에 대해 전반적으로 이해할 수 있게 된다. 또한 삶의 다양한 측면들이 어떠한 방식으로 서로 영향을 주고 받는지 알 수 있으며, 개인·가정·사회공동체에서 나타나는 항상성과 변화를 발견할 수 있다. 이 연구 자료는 여러 분야의 대학 연구원들과 정부기관, 싱크탱크, 구호 기관과 기업들에 활용되어 수많은 연구 논문 및 보고자료에 반영되며, 나아가 이 연구에서 드러나는 국민들의 실제적인 삶이 제도 및 정책 결정에 영향을 미친다.

## 같이 보기
사회이해연구는 세계 가구대상 종단조사 중 일부이며, 비슷한 연구들은 다음과 같다.
- 미시간 대학교 소득 변동 종단연구(Panel Study of Income Dynamics, PSID)
- 독일 사회경제 종단연구(German Socio-Eonomic Palnel,SOEP)
- 오스트레일리아 가구,소득,노동변화 연구(Household, Income Labour Dynamics in Australia Survey, HILDA)